# Synageles canadensis
Synageles canadensis är en spindelart som beskrevs av Cutler 1988. Synageles canadensis ingår i släktet Synageles och familjen hoppspindlar. Inga underarter finns listade i Catalogue of Life.